# Selección de baloncesto de Trinidad y Tobago
La selección de baloncesto de Trinidad y Tobago es el equipo formado por jugadores de nacionalidad trinitense que representa a la Federación Nacional de Baloncesto de Trinidad y Tobago en las competiciones internacionales organizadas por la Federación Internacional de Baloncesto (FIBA) o el Comité Olímpico Internacional (COI): los Juegos Olímpicos, la Copa Mundial de Baloncesto y el Campeonato FIBA Américas.
El equipo ganó cuatro medallas de oro consecutivas entre 1986 y 1990 en el Campeonato FIBA CBC. En general, Trinidad y Tobago tiene seis medallas en total en este torneo y ocupa el segundo lugar en la lista de medallas, solo una detrás de Bahamas, que tiene siete.
La última plantilla oficial de Trinidad y Tobago fue para el Centrobasket 2010 en Santo Domingo. Allí, Trinidad y Tobago fue el único equipo que derrotó al eventual campeón Puerto Rico.

## Historia
En el Campeonato CBC de 2009, Trinidad y Tobago terminó en cuarto lugar con un récord de 3-0 liderado por Ian Young, que promedió 18,6 puntos por partido, y Wilferd Benjamin, que promedió 12,4 puntos por partido y lideró a su equipo con un total de 45 rebotes. Un cercano segundo lugar fue Julius Ashby, que tuvo 41 rebotes.

## Historial

### Copa Mundial
Resultado General: No ocupa puesto
| Copa Mundial de Baloncesto |
| --- |
| - 1950: No calificó - 1954: No calificó - 1959: No calificó - 1963: No calificó - 1967: No calificó - 1970: No calificó - 1974: No calificó - 1978: No calificó - 1982: No calificó - 1986: No calificó - 1990: No calificó - 1994: No calificó - 1998: No calificó - 2002: No calificó - 2006: No calificó - 2010: No calificó - 2014: No calificó - 2019: No calificó - 2023: No calificó - 2027: TBD |

### Juegos Olímpicos
| Baloncesto en los Juegos Olímpicos |
| --- |
| - Berlín 1936: No calificó - Londres 1948: No calificó - Helsinki 1952: No calificó - Melbourne 1956: No calificó - Roma 1960: No calificó - Tokio 1964: No calificó - México 1968: No calificó - Múnich 1972: No calificó - Montreal 1976: No calificó - Moscú 1980: No calificó - Los Ángeles 1984: No calificó - Seúl 1988: No calificó - Barcelona 1992: No calificó - Atlanta 1996: No calificó - Sídney 2000: No calificó - Atenas 2004: No calificó - Pekín 2008: No calificó - Londres 2012: No calificó - Río 2016: No calificó - Tokio 2020: No calificó - París 2024: No calificó |

### Campeonato FIBA Américas
| - 1980: No calificó - 1984: No calificó - 1988: No calificó - 1989: No calificó - 1992: No calificó - 1993: No calificó - 1995: No calificó - 1997: No calificó - 1999: No calificó - 2001: No calificó - 2003: No calificó - 2005: No calificó - 2007: No calificó - 2009: No calificó - 2011: No calificó - 2013: No calificó - 2015: No calificó - 2017: No calificó - 2022: No calificó - 2025: ? |

### Centrobasket
| - 1965: No calificó - 1967: No calificó - 1969: No calificó - 1971: 6° Lugar - 1973: No calificó - 1975: No calificó - 1977: No calificó - 1981: No calificó - 1985: No calificó - 1987: 6° Lugar - 1989: 9° Lugar - 1991: No calificó - 1993: No calificó - 1995: No calificó - 1997: No calificó - 1999: No calificó - 2001: No calificó - 2003: No calificó - 2004: No calificó - 2006: No calificó - 2008: No calificó - 2010: 10° Lugar - 2012: No calificó - 2014: No calificó - 2016: No calificó |

## Palmarés
- Campeonato CBC:
  -   Campeón (4): 1986, 1987, 1988, 1990
  -  Subcampeón (3): 1981, 1982, 1996
  -  Tercer lugar (2): 1991, 1995